# 하미누 드라만
하미누 드라만(영어: Haminu Draman, 1986년 4월 1일 ~ )은 가나의 전 프로 축구 선수로, 미드필더로 활약했다.

## 구단 경력
하트 오브 라이온스에서 가나 선수 생활을 시작한 드라만은 2005-06년 시즌에 세르비아의 츠르베나 즈베즈다에 입단했다. 츠르베나 즈베즈다에서 선수권과 컵을 우승한 그는 튀르키예로 이적하여 쉬페르리그에서 6위를 차지한 겐츨레르비를리이 소속으로 31번의 리그 경기에 출전했다.

### 로코모티프 모스크바
드라만은 2007년 6월 19일, 러시아 컵 우승팀인 로코모티프 모스크바와 3년 계약을 체결했다. 드라만은 2007년 8월 1일, 러시아 이적 시장이 열렸을 때 로코모티프에 합류했다. 그는 포르투갈 클럽 스포르팅으로 1년 임대 중인 러시아의 축구 선수 마라트 이즈마일로프를 대신할 것으로 예상되었다.

#### 쿠반 크라스노다르로의 임대
잉글랜드 프리미어리그의 스토크 시티는 2008년 1월 이적 시장에서 드라만의 스피드와 기술 때문에 영입에 관심이 있었고, 300만 유로의 이적료가 합의되었다고 보도되었다.
2009년 2월 18일, 드라만은 로코모티프 모스크바에서 쿠반 크라스노다르로 임대 이적했다.  그는 시즌이 끝날 때까지 23경기에 출전해 3골을 넣었다.

### 아를 아비뇽
2011년 7월 11일, 드라만은 프랑스 리그 2의 아를 아비뇽과 1년 계약을 체결했다.
2013년 7월, 드라만은 포르투갈 클럽 질 비센트와 자유 이적으로 2년 계약을 맺었지만, 그가 급여 미지급으로 아를 아비뇽을 떠난 후였다.

### 인포넷
그는 2016년 1월, 에스토니아 클럽 인포넷과 계약했다. 그는 23경기에 출전해 3골을 넣으며 그들의 첫 국내 타이틀인 2016년 메이스트릴리가 우승을 도왔다.

## 국가대표팀 경력
드라만이 2005년 11월 14일, 리야드에서 열린 사우디아라비아와의 친선 경기에서 가나 국가대표팀으로 합류해 데뷔했을 때 그는 19살이었다. 그는 국가대표이며 2006년 FIFA 월드컵에 소집되었다. 그는 2006년 6월 22일, 미국을 상대로 토너먼트의 첫 골을 넣었다.
2007년 3월 27일, 그는 브라질과의 국제 친선 경기에서 주전을 맡았는데, 가나는 1-0으로 패해 브라질의 라이트백 이우시뉴를 공포에 떨게 한 뒤, 경기 후반에 이우시뉴의 대체 선수 다니 아우베스에 대한 2차 범법 행위로 해임되었다.

### 이름 참고
2006년 FIFA 월드컵 동안 드라만의 성이 그의 셔츠 뒷면과 결과적으로 FIFA 문서에 DRAMANI의 철자가 틀리면서 약간의 혼란이 있었다. 가나 FA는 그의 이름이 드라만이라고 확인했다. 그는 또한 러시아 신문인 《스포트 익스프레스》와의 인터뷰에서 이 사실을 직접 확인했다.